# Polyrhachis mucronata
Polyrhachis mucronata é uma espécie de formiga do gênero Polyrhachis, pertencente à subfamília Formicinae.